# バグ (ダイナソーJr.のアルバム)
『バグ』（Bug）は、アメリカのオルタナティヴ・ロックバンド、ダイナソーJr.が1988年10月31日にSSTレコードからリリースした通算3枚目のアルバムである。ブラスト・ファースト、オウ・ゴー・ゴー・レコードが、それぞれイギリスとオーストラリアでリリースした。本作は、2007年のビヨンドまで、オリジナルのベーシストであるルー・バーロウが参加した最後のダイナソーJr.のアルバムとなった。
本作は、多くのダイナソーJr.のファンに愛される作品であるにもかかわらず、J・マスシスは自分の一番嫌いなアルバムであると語っている。

2005年版リイシューに収録された「キープ・ザ・グラブ」のヴァージョンは、シングル「フリーク・シーン」やコンピレーション・アルバム『フォッシル』に収録されたものとは異なっている。

## 評価
NMEの批評家ジャック・バロン氏は、1988年の同誌のレビューで『バグ』を「いま現在、今年で最も包括的なロックの声明」と評し、主にバンドの「無気力」なアプローチに着目して、「日常の現実を恐怖に陥れる」と記述しながら、アルバムに10点満点中「8.999999点」をつけた。
AllMusicでの本作のレビューにおいて、スティーヴン・トマス・アールワイン氏は「フリーク・シーン」をアルバムのマスターピースだとし、また「アルバムの大部分は、ハードロックと前衛的ノイズが広大かつノイジーでメタリックに融合したものであるが、本作はJ・マスシスの持つフォークロックの才能も提示している。」と記した。アールワイン氏は、本作の収録曲について「ばらつきがある」としながらも、依然このアルバムはマスシスにとって大きな前進である、と結論づけた。
2005年のドラウンド・イン・サウンドにおいて、マイク・ダイヴァーは本作について「ソングライティングはユーアー・リビング・オール・オーバー・ミーから10倍進歩した。実際、もしグランジやインディー、パンクのような音楽が好きな人なら、何であれきっとこのアルバムを気に入るだろうってことだ。さあ、アルバムを買いに行くんだ！」と述べた。
Mojo誌のキース・キャメロン氏は、「『バグ』はマスシスが機械的に作曲するようになったことを示している。しかし、「フリーク・シーン」のような突拍子もない名曲に関して見ると、彼の才能はまだ燃え上がっており、不仲による疎外感の中での定型的な習作としては、『バグ』は他の作品より優れている。」と記した。
本作は、死ぬ前に聴くべき1001枚のアルバムに収録されている。Beats Per Minuteは本作を1980年代のベストアルバムの41位とした。

## 収録曲
特記の無い限り、作詞作曲はJ・マスシス。
1. フリーク・シーン "Freak Scene" - 3:36
2. ノー・ボーンズ "No Bones" - 3:43
3. ゼイ・オールウェイズ・カム "They Always Come" - 4:37
4. イェー・ウィ・ノウ "Yeah We Know" - 5:24
5. レット・イット・ライド "Let It Ride" - 3:37
6. ポンド・ソング "Pond Song" - 2:53
7. バッジ "Budge" - 2:32
8. ザ・ポスト "The Post" - 3:38
9. ドント "Don't" - 5:41
2005年以降のリイシュー盤ボーナストラック
10. キープ・ザ・グラブ "Keep The Glove" - 2:52
インペリアル・レコード盤のみのボーナストラック
11. チャンクス "Chunks" - 2:13
作詞・作曲:Tony Perez
アメリカのハードコア・パンクバンド、Last Rightsのカバー。
12. ショウ・ミー・ザ・ウェイ "Show Me The Way" - 3:52
作詞・作曲:ピーター・フランプトン
ピーター・フランプトンのカバー。

エンハンスドCD版ボーナス・ビデオ
1. フリーク・シーン "Freak Scene" - 3:35
2. ノー・ボーンズ "No Bones" - 3:45
監督:Zeke Fidler

## クレジット
ダイナソー Jr.
- J・マスシス – ギター、ボーカル
- ルー･バーロウ（英語版） – ベース、ボーカル (「ドント」)
- マーフ（英語版） – ドラムス

プロダクション
- シーン・スレイド（英語版） – エンジニア
- ポール・Q・コルデリー（英語版） – エンジニア
- モーラ・ジャスパー – アートワーク